# 大曲堤镇
大曲堤镇，是中华人民共和国河北省保定市蠡县下辖的一个乡镇级行政单位。
2013年，河北省民政厅批复同意撤销大曲堤乡，设立大曲堤镇，镇人民政府驻大曲堤村南环路1号。

## 行政区划
大曲堤镇下辖以下地区：
大曲堤村、小汪村、北绪口村、南绪口村、西庞果村、东庞果村、徐家庄村、高佐村、陈阎营村、耿家庄村、曲堤庄村和西绪口村。

## 知名人物
- 齊雅堂、齊鍾彥父子